# Långgölen (Svinhults socken, Östergötland, 640368-147904)
Långgölen är en sjö i Ydre kommun i Östergötland och ingår i Motala ströms huvudavrinningsområde.